# 한국기독교순교자기념관
한국기독교순교자기념관(韓國基督敎殉敎者紀念館)은 대한민국의 개신교에서 순교자 추모를 위해 설립한 기념관이다. 경기도 용인시 처인구 양지면 추계리에 있다. 기독교순교자기념관 또는 양지순교자기념관이라고도 부른다.
1984년에 개신교 20개 교단이 연합, 한경직을 이사장으로 추대하여 발족한 한국기독교100주년기념사업협의회가 건립하였다. 경기도 용인의 부지를 기증 받아 기념관을 짓고 1989년 11월 18일에 개관하였으며, 1884년 이래 한국에서 발생한 개신교 순교자 중 주기철과 손양원, 로버트 저메인 토머스 등 약 600여 명의 이름이 헌정되어 있다. 2005년부터는 100주년기념교회가 운영권을 일임받아 양화진외국인선교사묘원과 함께 관리하고 있다.
건평은 336평이며, 가운데 원통형의 공간이 있는 직사각형 형태의 3층 건물이다. 이 기념관 건물은 1991년에 한국건축가협회상을 수상하였다. 건물 바깥에도 순교자공원을 조성하여 진입로에 기념비와 성경비, 순교자 기념시비 등을 설치했고, 전면에는 백색 십자가탑이 세워져 있다. 기념관 내부에는 성경책 등 순교자들의 유품이 전시되어 있다.

## 같이 보기
- 양화진외국인선교사묘원

## 참고 자료
- “기념관 소개”. 한국기독교순교자기념관. 2008년 7월 12일에 원본 문서에서 보존된 문서. 2008년 5월 5일에 확인함.
- 이준협 (2006년 4월 2일). “고난주간 그 곳에 가고 싶다! - 신앙의 의미 되새길 수 있는 방문지 안내”. 기독교타임즈. 2008년 5월 5일에 확인함.